# Brexia humberti
Brexia humberti är en benvedsväxtart som beskrevs av Henri Perrier de la Bâthie. Brexia humberti ingår i släktet Brexia och familjen Celastraceae. Inga underarter finns listade.